# Ipomoea subtomentosa
Ipomoea subtomentosa är en vindeväxtart som först beskrevs av Chod. och Hassler, och fick sitt nu gällande namn av O'donell. Ipomoea subtomentosa ingår i släktet praktvindor, och familjen vindeväxter. Inga underarter finns listade i Catalogue of Life.